# Locus amoenus

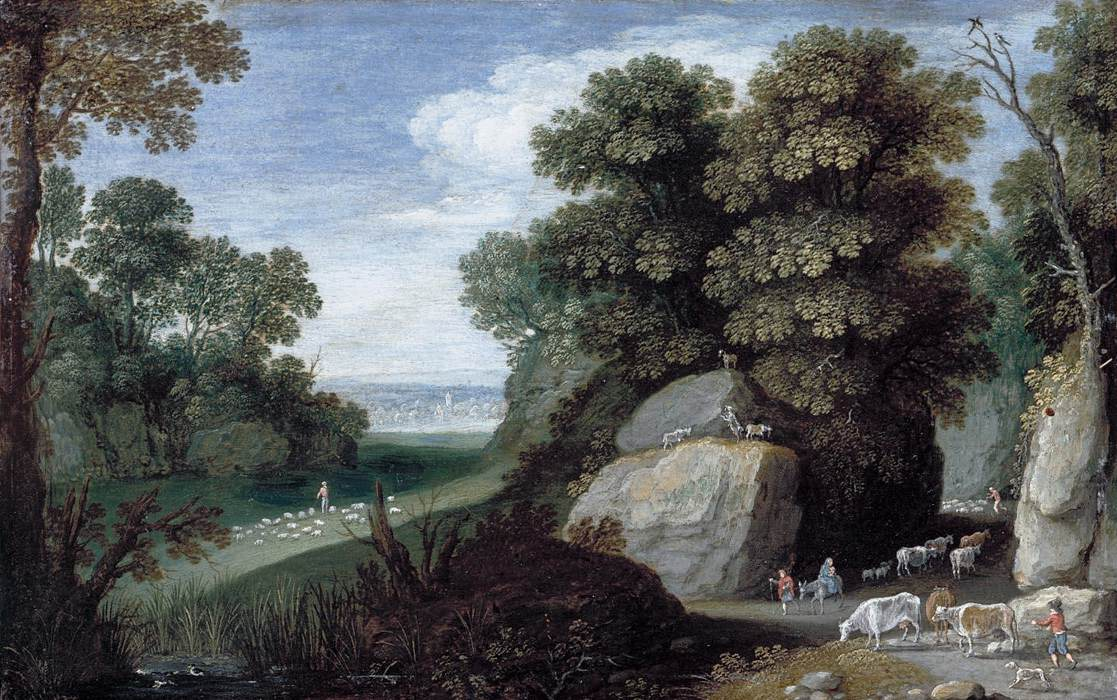
Martin Ryckaert, Paesaggio pastorale

Locus amoenus (traducibile in "luogo incantevole") è un termine usato in letteratura che si riferisce a un luogo idealizzato e piacevole, in cui si svolge parte della trama. Si tratta di un tema assai diffuso anche nelle arti figurative.

## Caratteristiche

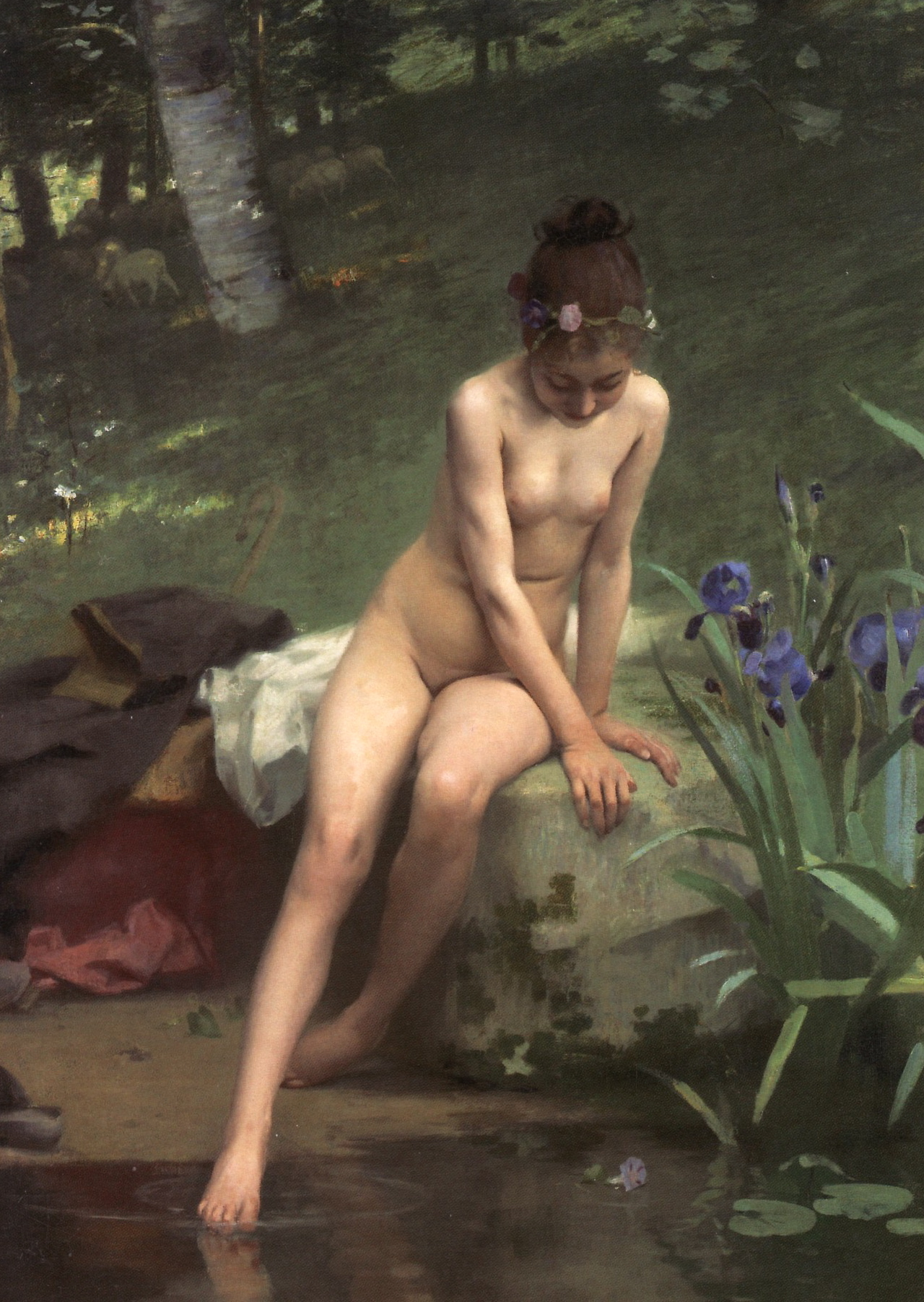
Paul Peel, The little shepherdess, 1892

È un posto immerso tra piante e alberi, spesso situato nelle vicinanze di una fonte o di un ruscello, ricco di ombra e in qualche modo simile al Paradiso terrestre. Anche segni di vita animale, come il canto degli uccelli, possono contribuire al quadro naturale rappresentato.
Basandosi sui commenti dell'Eneide di Servio Mario Onorato, Sant'Isidoro di Siviglia lo definiva nelle sue Etymologiae come un luogo lontano da attività economiche, ma ricco di piacere; anche Rabano Mauro si atteneva a questa definizione nella sua enciclopedia De universo.
Il locus amoenus può però diventare il luogo degli incontri violenti, come ad esempio nelle Metamorfosi di Ovidio oppure nel poema Beowulf; tra quelli nella realtà ci fu il caso di Joneston, descritto dagli adepti come il luogo ideale, prima dell'eccidio di massa nel 1978. Del resto, esso è strettamente legato al suo antipodo, il locus horridus/terribilis, appunto il luogo terribile.
Nel locus amoenus l'uomo ritrova la parte selvaggia e positiva di sé come individuo, mentre l'aspetto di Homo homini lupus ne resta escluso. Nel locus amoenus l'uomo non compare in gruppo, è quindi in una dimensione privata.
Se accadono eventi violenti, essi non avvengono mai tra pari, ossia tra cittadini di uguale status, e quindi non coinvolgono la colpa o il dolo nei secoli in cui vengono concepiti: sono spesso legati ad un immaginario maschile arcaico in cui la donna era vista come un essere di minor peso sociale rispetto all'uomo. Varianti simbolici della donna sono altri esseri deboli o inferiori socialmente: come fanciulli, o contadini e pastorelli. 
La visione del mondo che si cela dietro al locus amoenus fino in epoca romantica, lasciando per ora da parte la tradizione illuminista, è dunque quella di un uomo che sa essere selvaggio ed emotivo nel privato, libero: evidente necessità di sfogo sociale legata ad epoche in cui i cittadini nel pubblico devono interagire secondo regole sociali molto rigide, oppure in cui il luogo pubblico rappresenta la quasi totalità dello spazio di socializzazione in cui muoversi.
La concezione della natura come luogo di idillio andò incontro ad aspre critiche nel Settecento, non a caso il secolo dei lumi, quello in cui Linneo creava una sistematica ragionata degli esseri viventi. Del resto, la parola ameno indica in italiano anche una sorta di ingenuità.
Riemerse ancora in epoca decadente, ma dopo aver perso completamente l'aspetto leggero e vitale: esso diventò grottesco, un luogo di piacere ma anche malsano, se non mortifero o perverso; legato al locus amoenus emerse prepotente la solitudine dell'uomo, anche se in presenza di un oggetto di piacere. Nel decadentismo, quindi, non si può parlare di una metamorfosi tra locus amoenus e locus terribilis, ma piuttosto essi sono sempre fusi l'uno con l'altro, non c'è possibile ritorno all'Eden né un'Epoca d'Oro a cui riferirsi.
In epoca post-moderna è difficile parlare di locus amoenus negli stessi termini: la secolarizzazione e il relativismo hanno dato all'uomo una rappresentazione di sé frammentaria, dinamica, mai completa in un unico spazio sociale: quindi, il locus amoenus si è smitizzato e rimitizzato in nuove forme, consapevoli di se stesse e metariflessive, e si è frammentato in tanti loci, diventa uno tra i tanti ambienti che le nostre molte rappresentazioni sociali dell'io affrontano, desiderano o temono.

## Alcuni esempi

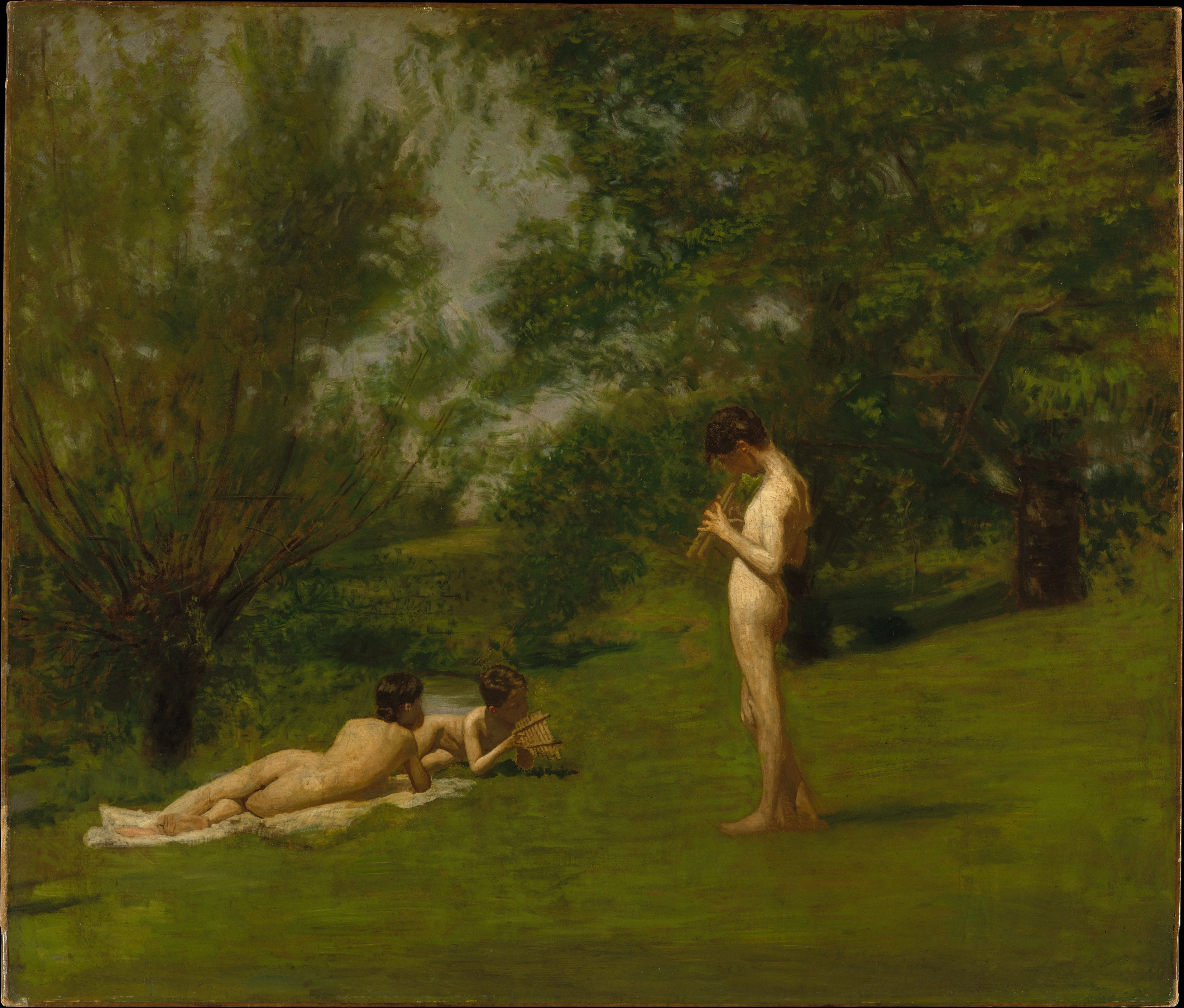
Thomas Eakins, Arcadia, ca. 1883

Molto amata nella letteratura classica (Omero, Virgilio), la rappresentazione del locus amoenus comparve ripetutamente anche in periodi successivi della storia della letteratura, fino al giorno d'oggi:
- vi è cenno del locus amoenus nell'Odissea, quando l'autore descrive la natura dell'isola di Calipso e nel giardino dei Feaci;

- nella letteratura italiana, uno dei luoghi più celebri è senza dubbio quello in cui trovano rifugio i dieci narratori del Decameron per sfuggire alla peste che ha colpito la città e narrarsi delle novelle. Da non dimenticare, sempre nell'ambito della letteratura medievale, anche il paesaggio descritto da Petrarca nella sua canzone-capolavoro Chiare, fresche et dolci acque, dove il poeta interagisce con la natura in una sorta di dialogo, ricordando i momenti là trascorsi con Laura e riflettendo sul suo destino;

- come nel Decameron, anche nelle opere di William Shakespeare si crea una chiara opposizione tra il locus amoenus e la sfera urbana. Il mondo della città, visto anche nella sua componente negativa, è fra l'altro dominato dall'elemento maschile, mentre nel locus amoenus shakespeariano o boccaccesco non è raro che accada il contrario. Il lettore di Shakespeare verrà peraltro proiettato in un mondo dove il comportamento sessuale viene liberato in quanto non è più soggetto alle norme sociali urbane;

- il locus amoenus riemerse con particolare chiarezza nell'arte pastorale del XVIII secolo, dove la vita dei pastori era concepita come un mondo di beatitudine. Più che come persone lavoratrici, i pastori venivano considerati come una parte della natura in cui erano immersi;

- un locus amoenus intaccato da una visione post-romantica è nel Locus Solus di Raymond Roussel (1914), in cui l'aspetto grottesco ha il sopravvento;

- celebri citazioni di questo tòpos ricorrono anche nel Signore degli Anelli (la Contea, Lórien ...)[5].